# کاله (فرانسه)

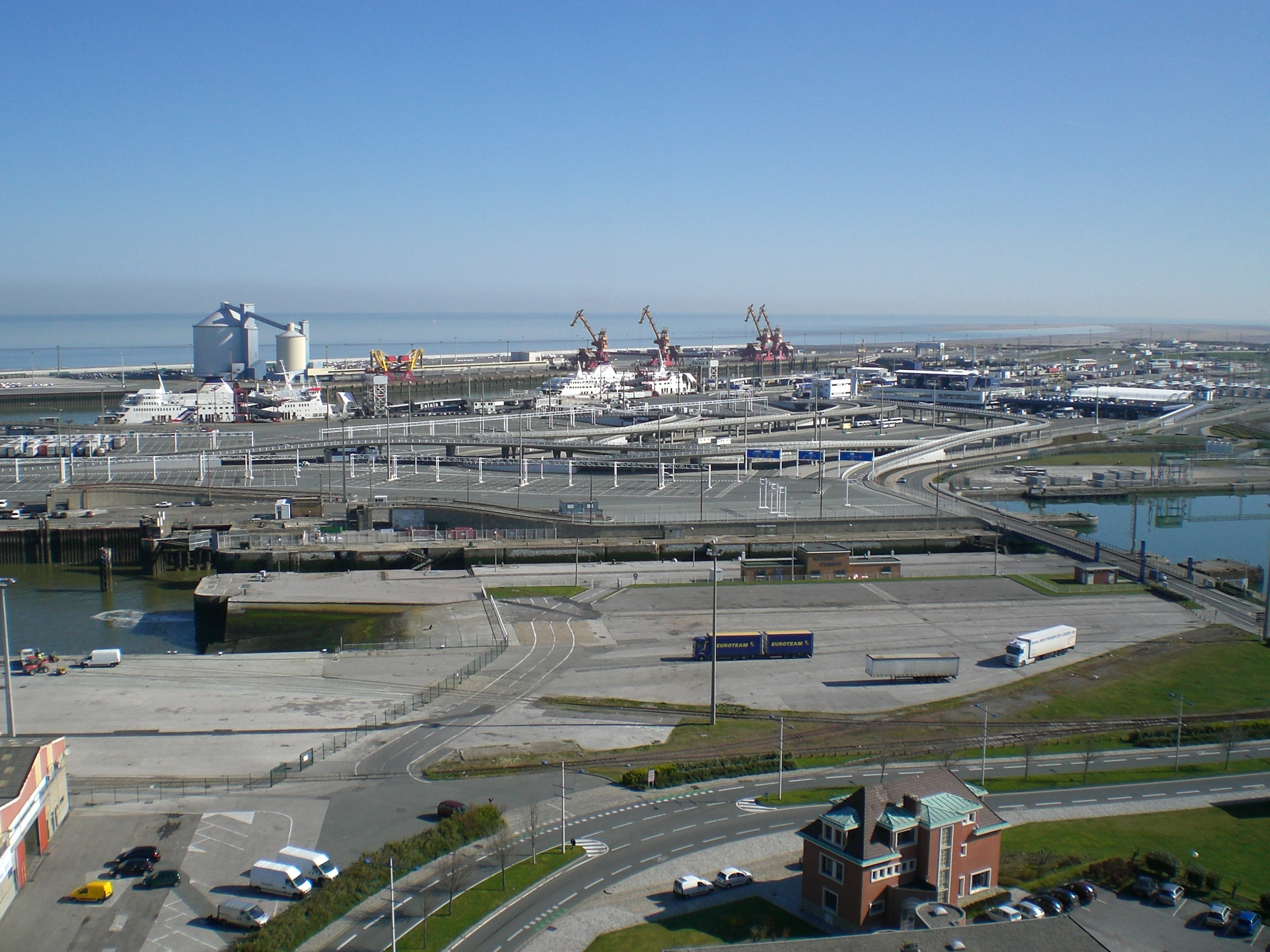
بندرگاه کلی

کاله (به فرانسوی: Calais) یک شهر ساحلی و یک بندرگاه مهم در شمال فرانسه است. جمعیت آن در سال ۲۰۰۸ میلادی ۷۴۸۱۷ نفر برآورد شده‌است.
این شهر به خاطر موقعیتش، از زمان قرون وسطی بندر عمده و مرکز بسیار مهم حمل و نقل و بازرگانی با انگلستان بوده‌است. نام این شهر از نام قبیله سلتی کالِت گرفته شده‌است.
بخش قدیمی شهر، معروف به کاله شمال، در یک جزیره مصنوعی واقع شده که توسط کانال‌ها و بندرگاه‌ها احاطه شده‌است. بخش تازه‌تر این شهر، سن‌پیر، در جنوب و جنوب شرق واقع شده‌است. در مرکز شهر قدیمی میدان پلاس دارم قرار دارد، که برجی به نام تور دوگوئه یا برج دیدبانی جای گرفته‌است. این سازه در سده ۱۳ میلادی ساخته شده و تا سال ۱۸۴۸ به عنوان فانوس دریایی به کار گرفته می‌شد. در آن سال یک فانوس جدید در بندر ساخته شد.
در جنوب شرق میدان پلاس دارم، کلیسای نوتردام واقع شده که در زمان اشغال کاله توسط انگلیسی‌ها ساخته شده‌است. این تنها کلیسا در تمام فرانسه است که به سبک عمودی انگلیسی ساخته شده‌است. شارل دوگل، رئیس‌جمهور سابق فرانسه، در این کلیسا با همسرش ایوون وندرو ازدواج کرد.
در جنوب میدان و در مقابل پارک سن‌پیر، اوتل-دو-ویل (شهرداری) و برج ناقوس کلیسا مربوط به سده شانزدهم و اوایل سده هفدهم جای گرفته‌است.
امروزه سالانه بیش از ۱۰ میلیون نفر از کاله بازدید می‌کنند. این شهر در کنار این‌که یک مرکز ترابری به‌شمار می‌آید، یک بندر ماهیگیری قابل توجه و مرکز بازاریابی ماهی‌فروشان نیز هست. حدود ۳۰۰۰ نفر هنوز در صنعت بافت پارچه‌های توری که کاله بدان معروف است، مشغول به کار هستند.
به خاطر وجود تونل مانش، از سال ۱۹۹۹ تعداد زیادی از مهاجران در داخل و اطراف کاله به‌سر می‌برند، از جمله در اردوگاه معروف به «جنگل». این کمپ پناهندگی البته در ۲۶ اکتبر سال ۲۰۱۶ به‌طور کامل تخلیه شد.